# رونالد فیربرن

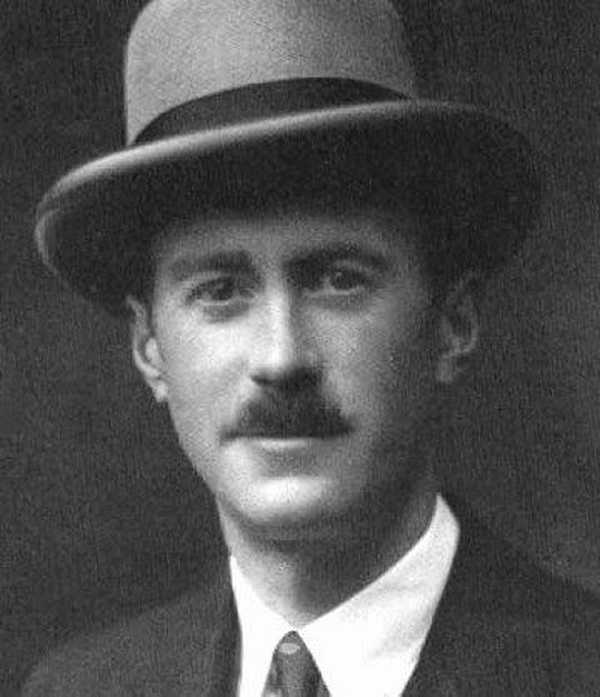

رونالد فیربرن ارمنی: William Ronald Dodds Fairbairn (‎/ˈfɛərbɛərn/‎ زاده ۱۱ اوت ۱۸۸۹ - درگذشته ۳۱ دسامبر ۱۹۶۴) روان‌پزشک روان تحلیلی و اهل اسکاتلند و چهره مرکزی در توسعه تئوری رابطه اشیاء بود.